# Jeremy Maartens
Jeremy Maartens (Kaapstad, 14 augustus 1979) is een Zuid-Afrikaans voormalig wielrenner, beroeps van 2001 tot 2006.

## Overwinningen
2001
- Liberty Ride for Sight
- 6e etappe FBD Insurance Rás

2003
- Durban
- 3e etappe Tour de la Manche
- Zuid-Afrikaans Tijdrijden, Elite
- All African Games

2004
- Knysna Tour
- Eindklassement Ronde van Marokko
- 7e etappe en eindklassement Ronde van Tunesië
- 5e etappe Tour of Qinghai Lake

2005
- Roodepoort

## Ploegen
- 2001: Team HSBC
- 2002: Team HSBC
- 2003: Team HSBC
- 2005: Team Barloworld - Valsir
- 2006: Team Barloworld